# American dollar princess
American dollar princess (em  português: princesa do dólar americano) era um termo utilizado para se referir às herdeiras norte-americanas que, na segunda metade do século XIX e início do século XX, casaram-se com famílias nobres europeias e trocaram suas fortunas pelo prestígio que um título de nobreza proporcionava. 
Essas personagens eram, predominantemente, provenientes de famílias com 'dinheiro novo' (novos ricos), cujos patriarcas exerciam funções como industriais, banqueiros, advogados, especuladores da bolsa, corretores de imóveis ou fazendeiros.
De acordo com Titled Americans (1915), ocorreram 454 casamentos entre herdeiras norte-americanas e aristocratas europeus entre as décadas de 1870 e 1915. Além disso, a Biblioteca do Congresso dos Estados Unidos relatou, em um guia de referências, que um terço dos membros da Câmara dos Lordes do Reino Unido estavam casados com uma 'princesa do dólar americano'.
No século XXI, o termo foi ressignificado e passou a englobar também mulheres norte-americanas da classe média-alta, educadas em instituições de prestígio, que se casaram com membros da aristocracia global. Exemplos incluem a ativista Sarah Antonia Butler, casada com o príncipe Zeid Ra'ad Al Hussein da Jordânia, e a atriz Olivia Wilde, casada com o príncipe e diretor de cinema italiano Tao Ruspoli. Mais recentemente, a atriz Meghan Markle, casada com Henrique, Duque de Sussex, foi apontada como uma expoente do grupo.
Na mídia contemporânea o termo aparece, por exemplo, na ficção Tregarthen (1896) de Georgina Norway, no romance The Buccaneers (1938) de Edith Wharton e na série de televisão The Gilded Age (2022--). 

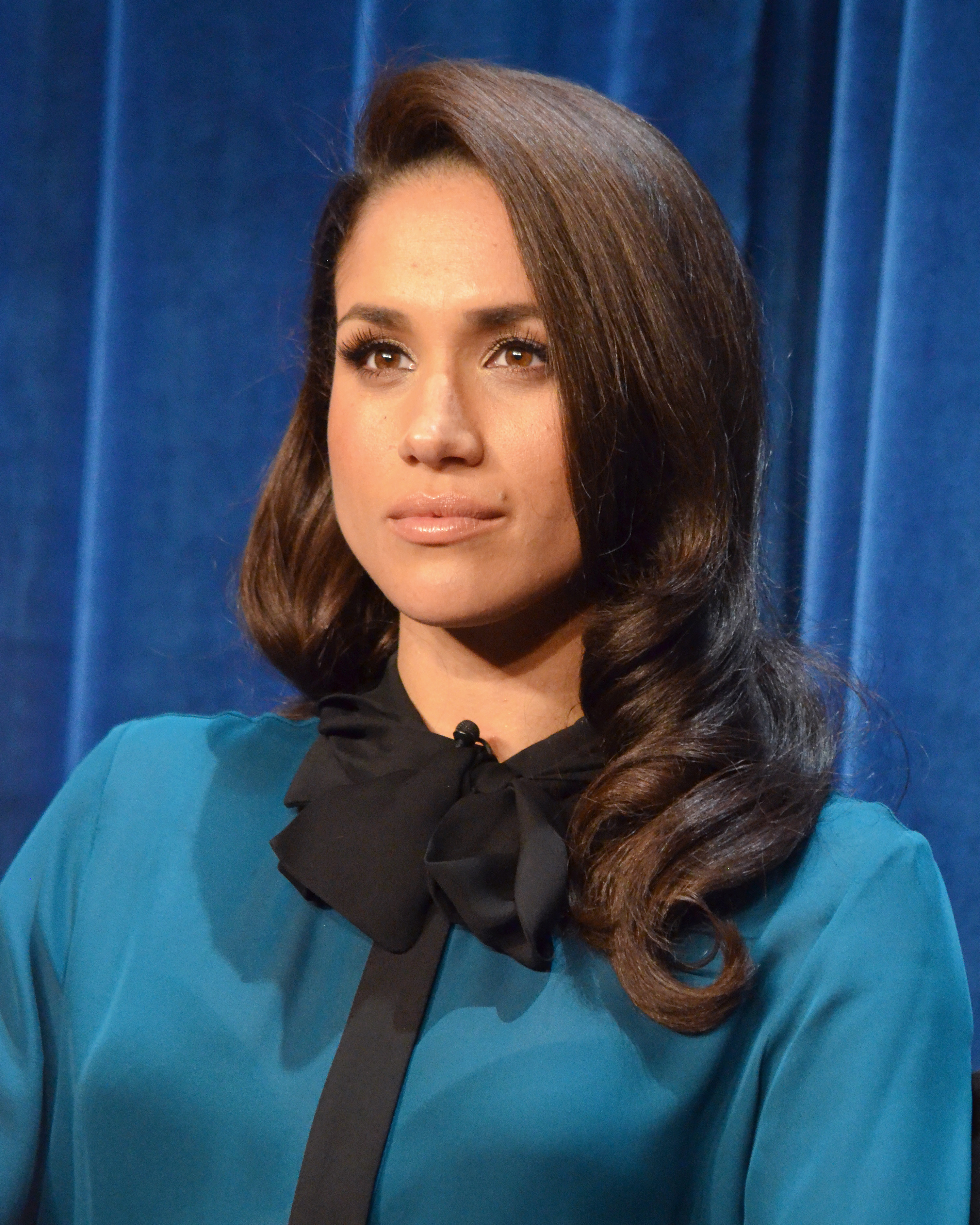
Meghan Markle

## Exemplos notáveis
- Jennie Jerome, casada em 1874 com Lorde Randolph Churchill e mãe do Primeiro-Ministro do Reino Unido Sir Winston Churchill[8][2];
- Alice Heine, casada em primeiras núpcias em 1875 com o 7.º Duque de Richelieu[9], e em segundas núpcias em 1889 com Alberto I, Príncipe de Mônaco[9];
- Frances Ellen Work, casada em 1880 com James Burke Roche, 3.º Barão Fermoy e bisavó da Princesa Diana[10];
- Winnaretta Singer, casada em primeiras núpcias em 1887 com o príncipe Louis de Scey-Montbéliard[11], e em segundas núpcias em 1893 com o príncipe Edmond de Polignac[12];
- Mary Curzon, casada em 1895 com George Curzon, 1.º Marquês Curzon de Kedleston, Vice-rei da Índia[7][2];
- Consuelo Vanderbilt, casada em 1895 com Charles Spencer-Churchill, 9.º Duque de Marlborough[13] ;
- Nancy Astor, casada em 1897 com Waldorf Astor, 2.º Visconde Astor[2];
- Nancy Stewart Worthington Leeds, casada em 1920 com o príncipe Cristóvão da Grécia e Dinamarca[14];
- Wallis Simpson, casada em 1937 com Eduardo, Duque de Windsor, ex-rei do Reino Unido[15];
- Grace Kelly, casada em 1956 com Rainier III, Príncipe de Mônaco;